# Afrozentrismus
Unter Afrozentrismus versteht man die ideologische Beurteilung inner- und außerafrikanischer Gesellschaften nach schwarzafrikanischen Vorstellungen; demnach auf der Grundlage der von subsaharischen Afrikanern entwickelten Werte und Normen. Diese Wertvorstellungen, Kategorienbildungen und Überzeugungen nehmen im Afrozentrismus als Maßstab das alleinige Zentrum des Denkens und Handelns ein.
Angenommen und vertreten wird, dass subsaharische Kulturen einen stärkeren Einfluss auf die Weltgeschichte gehabt hätten als in eurozentrischer Sichtweise dargestellt.

## Geschichte
Der Afrozentrismus entstand Ende des 19. Jahrhunderts und Anfang des 20. Jahrhunderts in Folge einer neuen Sichtweise der afroamerikanischen Bevölkerung auf Afrika durch die Abschaffung der Sklaverei und später durch die Dekolonisation des Kontinents. Maßgeblich beteiligt an der Entwicklung des Afrozentrismus waren amerikanische und afrikanische Intellektuelle. Der Afrozentrismus in seiner heutigen Form wurde von Molefi Kete Asante geprägt, einem Professor der Temple University in Philadelphia. Er organisierte afrozentrische Studiengänge und verfasste zahlreiche Schriften und Bücher, in denen er seine Theorien erläuterte. Ein weiterer Begründer des Afrozentrismus war Cheikh Anta Diop, ein senegalesischer Historiker, Anthropologe und Politiker, der grundlegende afrozentrische Thesen formulierte und vertrat.

## Ziele und Thesen
Folgende Ziele und Thesen sind als Kernelemente des Afrozentrismus anzusehen:

### Thesen
- Die Alten Ägypter waren Schwarzafrikaner.
- Wichtige Persönlichkeiten der Weltgeschichte wie Jesus, Sokrates und Kleopatra waren schwarz.
- Die Grundlagen und Errungenschaften der antiken griechischen Kultur wurden von den Griechen aus dem Alten Ägypten „gestohlen“.
- Berber sind europäische Siedler und keine indigenen Afrikaner.

### Ziele
- Rekonstruktion der „tatsächlichen“ Geschichte Afrikas
- Abbau negativer Stereotypen über (Schwarz-)Afrika und (schwarze) Afrikaner
- Betonung des kulturellen Reichtums Afrikas
- Abkehr vom Materialismus
- Überwindung und Bekämpfung des eurozentrischen Denkens[3]

## Theoretiker und prominente Vertreter
- Cheikh Anta Diop
- Molefi Kete Asante
- Chancellor Williams
- Maulana Karenga

## Altägypten als Kultur aus Subsahara-Afrika?
Eine Studie, die DNA-Tests an Mumien aus dem Alten Ägypten vornahm, konnte die afrozentrische These, dass die Alten Ägypter schwarze Afrikaner waren, nicht bestätigen.
Die Studie ergab vielmehr, dass die Bevölkerung im Alten Ägypten – zumindest nach den untersuchten Mumien einer Siedlungsstätte in Unterägypten – genetisch am engsten mit den damaligen Bewohnern des Nahen Ostens verwandt war. Eine enge Verwandtschaft bestand auch mit den jungsteinzeitlichen Populationen der anatolischen Halbinsel und Europas. Die Studie schloss allerdings nicht aus, dass zukünftige Untersuchungen südlicherer und dem heutigen Sudan näheren Ausgrabungsstätten möglicherweise zu anderen Ergebnissen mit stärkerer Ausprägung subsaharischer Gene kommen könne.
Der Vergleich mit der genetischen Zusammensetzung der heutigen Ägypter zeigte überraschenderweise, dass diese in den letzten 1500 Jahren einen erheblichen genetischen Anteil aus den südlicheren Regionen Afrikas erworben haben. Sie weisen etwa acht Prozent mehr gemeinsame Kernzell-DNA mit Subsahara-Populationen auf als die Bewohner des Alten Ägyptens. „Dies deutet darauf hin, dass es in dieser Zeit zu einem verstärkten Genfluss aus den Gebieten südlich der Sahara nach Ägypten kam“, erklärt Stephan Schiffels, Gruppenleiter am Max-Planck-Institut für Menschheitsgeschichte in Jena.
Mögliche Ursachen können eine erhöhte Mobilität entlang des Nils, die Zunahme des Handels zwischen den subsaharischen Gebieten und Ägypten oder der transsaharische Sklavenhandel sein, der vor etwa 1300 Jahren begann.